# Джексон, Лорен
Лорен Элизабет Джексон (англ. Lauren Elizabeth Jackson; род. 11 мая 1981 года, Олбери, штат Новый Южный Уэльс, Австралия) — австралийская профессиональная баскетболистка, выступала в женской национальной баскетбольной ассоциации за клуб «Сиэтл Шторм», которым была выбрана на драфте ВНБА 2001 года в первом раунде под общим первым номером. Играла на позициях тяжёлого форварда и центровой. В составе национальной сборной Австралии стала победительницей чемпионата мира 2006 года в Бразилии и призёром пяти летних Олимпийских игр (2000, 2004, 2008, 2012, 2024), кроме того является самым результативным игроком Олимпиады. Член Австралийского баскетбольного зала славы с 2019 года и баскетбольного зала славы с 2021 года.

## Биография
Баскетболом Лорен Джексон начала заниматься в возрасте 4 лет. Затем в 1997 году она выступала за молодёжную сборную Австралии и за «Австралийский институт спорта». Лорен Джексон в 1999 году перешла в клуб «Канберра Кэпиталз». В 2000 году она дебютировала в женской сборной Австралии по баскетболу на Олимпийских играх. В 2006 году Лорен выступала за корейский клуб «Сеул». Затем в 2007 году она заключила контракт со «Спартаком» («Спарта&К») из Видного Московской области. Сезон 2009/2010 Лорен Джексон выступала за «Канберра Кэпиталз», затем вновь стала игроком клуба из Видного. Перед началом сезона 2011/2012 она стала игроком «Рос-Касарес» из испанской Валенсии.
На Драфте ВНБА 2001 года её под первым номером выбрала «Сиэтл Шторм», где Лорен выступала в 2001—2012 годах. В составе команды «Сиэтл Шторм» она становилась дважды чемпионом WNBA (2004 и 2010), а также получила индивидуальные награды женской НБА.
В 2016 году Лорен Джексон объявила о завершении карьеры, но в 2022 году решила вернуться в профессиональный баскетбол, подписав контракт с австралийским клубом «Олбери Водонга Бандитс». В том же году Джексон вернулась в сборную Австралии и приняла участие в чемпионате мира, став бронзовым призером турнира.

## Достижения

### Командные награды
- Серебряный призёр Олимпийских играх: 2000, 2004, 2008
- Бронзовый призёр Олимпийских игр: 2012, 2024
- Чемпионка мира: 2006
- Чемпионка Австралии (WNBL): 1999/2000, 2000/2001, 2001/2002, 2002/2003, 2005/2006, 2009/2010
- Чемпионка WNBA: 2004, 2010
- Чемпионка России: 2006/2007, 2007/2008
- Серебряный призёр чемпионата России: 2008/2009
- Чемпионка Евролиги: 2007/2008, 2008/2009, 2011/2012

### Индивидуальные достижения
- MVP женской НБА : 2003, 2007, 2010
- MVP финальной серии WNBA : 2010
- MVP женской НБЛ : 1999, 2000, 2003, 2004
- MVP финала ЖНБЛ : 2002, 2003, 2006, 2010
- MVP корейской лиги : 2007
- MVP Евролиги : 2008
- набрала свыше 4000 очков за 209 матчей в WNBA[2]
- 25.07.2007 повторила рекорд результативности WNBA, набрав 47 очков в одном матче[3]
- В матче третьего тура олимпийского турнира с командой Бразилии (67:61) набрала 18 очков, доведя свой общий показатель на Играх до 497 очков. Таким образом, Джексон превзошла прежнее достижение американки Лизы Лесли (488 очков) и стала самым результативным игроком в истории Олимпийских игр.[4]
- 21 сентября 2012 стала 4-м игроком в истории WNBA, которая набрала 6000 очков[5].